# Tommy Coyne
Thomas „Tommy” Coyne (ur. 14 listopada 1962 w Govan) – irlandzki piłkarz grający na pozycji napastnika.

## Kariera klubowa
Coyne urodził się w Szkocji, a karierę piłkarską rozpoczął w małej drużynie Hillwood Boys Club. Następnie podjął treningi w Clydebank F.C. i w 1981 roku zadebiutował w szkockiej First Division. W Clydebank stał się podstawowym zawodnikiem oraz należał do najlepszych strzelców zespołu i na początku 1984 roku przeszedł do Dundee United. W tej też drużynie zaczął grać w Premier League. W 1984 roku dotarł z Dundee do półfinału Pucharu Mistrzów, a w 1985 do finału Pucharu Szkocji. Latem 1986 zmienił barwy klubowe i przeniósł się do lokalnego rywala, Dundee F.C. W sezonie 1987/1988 został królem strzelców Premier League z 33 golami na koncie, a w Dundee grał do marca 1989.
Następnym klubem w karierze Irlandczyka był Celtic F.C. W jego barwach swój debiut zaliczył 11 marca 1989 w wygranym 1:0 wyjazdowym meczu z Heart of Midlothian F.C. W ataku Celticu zaczął występować z Andym Walkerem oraz Dariuszem Dziekanowskim, a następnie także z Charliem Nicholasem. W 1989 roku zdobył z „The Bhoys” Puchar Szkocji, a w sezonie 1990/1991 zdobywając 18 goli drugi raz sięgnął po koronę króla strzelców. W Celticu grał do 1993 roku i dla tego klubu rozegrał 105 meczów oraz strzelił 43 gole.
W 1993 roku Coyne został zawodnikiem angielskiego Tranmere Rovers i przez pół roku grał w Division One. Następnie wrócił do Szkocji i trafił do Motherwell F.C., w którym stał się najskuteczniejszym zawodnikiem i w latach 1993–1998 zaliczył 59 trafień w Premier League. W 1995 roku został wicemistrzem Szkocji. W latach 1998–2000 Tommy występował w Dundee F.C., ale nie zdobył żadnego gola, a następnie został piłkarzem Falkirk F.C. z First Division. Karierę kończył jako piłkarz Albion Rovers z Third Division.
| Sezon   | Klub            | Kraj    | Rozgrywki      | Mecze | Bramki |
| ------- | --------------- | ------- | -------------- | ----- | ------ |
| 1981/82 | Clydebank F.C.  | Szkocja | First Division | 31    | 9      |
| 1982/83 | Clydebank F.C.  | Szkocja | First Division | 38    | 18     |
| 1983/84 | Clydebank F.C.  | Szkocja | First Division | 11    | 10     |
| 1983/84 | Dundee United   | Szkocja | Premier League | 18    | 3      |
| 1984/85 | Dundee United   | Szkocja | Premier League | 21    | 3      |
| 1985/86 | Dundee United   | Szkocja | Premier League | 31    | 2      |
| 1986/87 | Dundee F.C.     | Szkocja | Premier League | 20    | 9      |
| 1987/88 | Dundee F.C.     | Szkocja | Premier League | 43    | 33     |
| 1988/89 | Dundee F.C.     | Szkocja | Premier League | 26    | 9      |
| 1988/89 | Celtic F.C.     | Szkocja | Premier League | 7     | 0      |
| 1989/90 | Celtic F.C.     | Szkocja | Premier League | 23    | 7      |
| 1990/91 | Celtic F.C.     | Szkocja | Premier League | 26    | 18     |
| 1991/92 | Celtic F.C.     | Szkocja | Premier League | 39    | 15     |
| 1992/93 | Celtic F.C.     | Szkocja | Premier League | 30    | 3      |
| 1992/93 | Tranmere Rovers | Anglia  | Division One   | 12    | 1      |
| 1993/94 | Motherwell F.C. | Szkocja | Premier League | 26    | 12     |
| 1994/95 | Motherwell F.C. | Szkocja | Premier League | 31    | 16     |
| 1995/96 | Motherwell F.C. | Szkocja | Premier League | 14    | 4      |
| 1996/97 | Motherwell F.C. | Szkocja | Premier League | 27    | 11     |
| 1997/98 | Motherwell F.C. | Szkocja | Premier League | 34    | 15     |
| 1998/99 | Dundee F.C.     | Szkocja | Premier League | 16    | 0      |
| 1999/00 | Dundee F.C.     | Szkocja | Premier League | 1     | 0      |
| 1999/00 | Falkirk F.C.    | Szkocja | First Division | 8     | 1      |
| 2000/01 | Albion Rovers   | Szkocja | Third Division | 1     | 0      |

## Kariera reprezentacyjna
W reprezentacji Irlandii Coyne zadebiutował 25 marca 1992 roku w wygranym 2:1 towarzyskim spotkaniu ze Szwajcarią. W 1994 roku został powołany przez selekcjonera Jacka Charltona do kadry na Mistrzostwa Świata w USA. Był tam podstawowym zawodnikiem i rozegrał trzy spotkania: z Włochami (1:0), z Meksykiem (1:2) i w 1/8 finału z Holandią (0:2). Karierę reprezentacyjną zakończył w 1997 roku, a w drużynie narodowej rozegrał 22 mecze i zdobył 6 goli.